# Romanico Richardsoniano

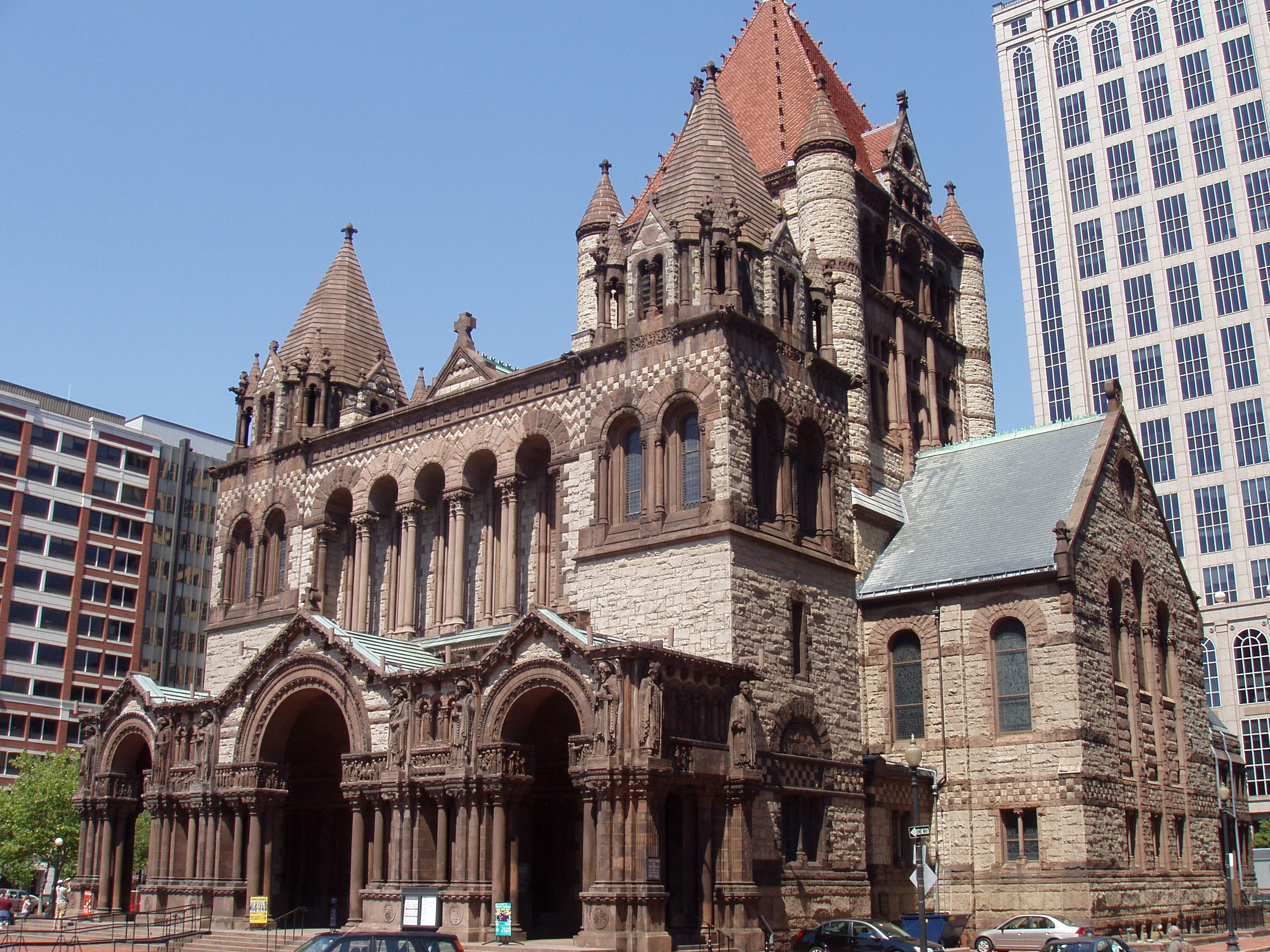
La Chiesa della Trinità di Boston, uno dei maggiori esempi di stile Romanico Richardsoniano.

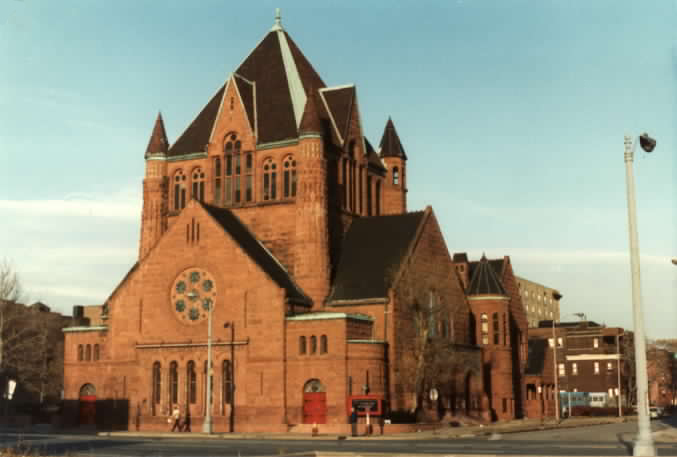
Lo stile Romanico Richardsoniano ingloba elementi del romanico francese e spagnolo come è possibile notare nella First Presbyterian Church a Detroit, opera degli architetti George D. Mason e Zachariah Rice del 1891.

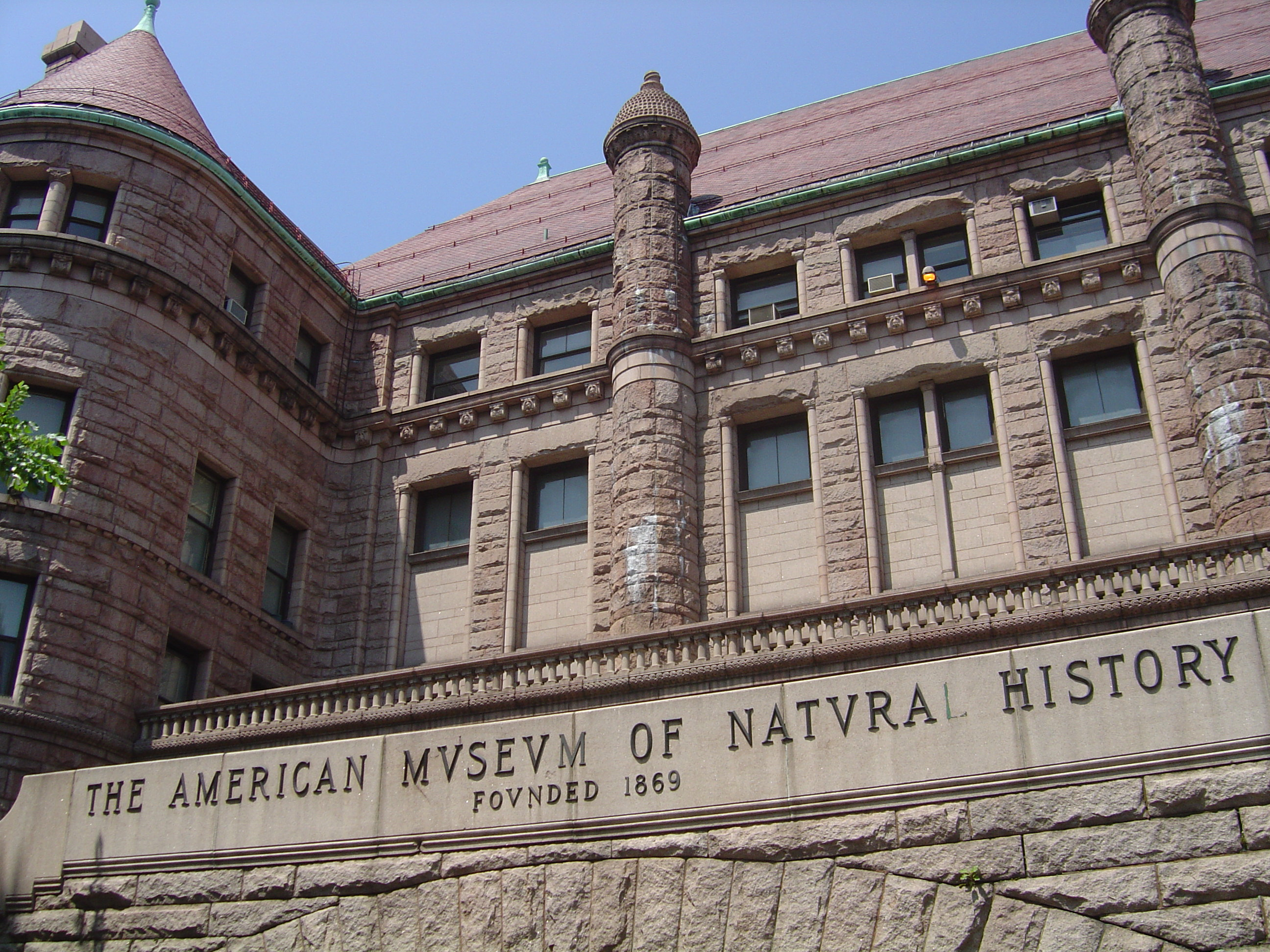
Dettagli architettonici del Museo di Storia Naturale americano.

Lo stile Romanico Richardsoniano (in inglese: Richardsonian Romanesque) è uno stile architettonico di architettura neoromanica che deve il suo nome all'architetto statunitense Henry Hobson Richardson (1838–1886), il cui capolavoro è la Chiesa della Trinità di Boston (1872–1877), parte del National Historic Landmark. Richardson utilizzò i primi elementi di questo stile nel suo Buffalo State Asylum for the Insane a Buffalo, New York, progettato nel 1870.

## Caratteristiche
Questo stile di revival particolarmente libero, ingloba al proprio interno elementi dell'architettura romanica francese, spagnola e italiana dell'XI-XII secolo. L'enfatizzazione nell'uso di archi e colonne corte con entrate strombate torri cilindriche spesso in contrasto con la forma squadrata delle strutture hanno reso questo stile molto popolare negli Stati Uniti.
Un altro degli esempi più caratteristici è il Museo di Storia Naturale Americana al 77th Street building, costruito da J. Cleaveland Cady di Cady, Berg e See a New York. Persistono ad ogni modo anche esempi minori del medesimo periodo come il municipio di Neil R. Darrach a St. Thomas, in Ontario e come il memoriale di Mabel Tainter a Menomonie, in Wisconsin, del 1890.
Gli architetti che lavorarono secondo gli stili di Richardson furono tra gli altri Alexander Wadsworth Longfellow, Frank Alden, George Shepley, Charles Coolidge ed Herbert Burdett. Tra gli architetti che si servirono di alcuni elementi del romanico richardsoniano spiccano Spier and Rohns, George D. Mason, Edward J. Lennox, Harvey Ellis e Fenimore C. Bate.
Questo stile inoltre influenzò certamente l'architettura della Scuola di Chicago e gli architetti Louis Sullivan e Frank Lloyd Wright. In Finlandia, Eliel Saarinen fu l'unico architetto influenzato dal lavoro di Richardson.